# From Indian Lakes
From Indian Lakes ist eine 2009 gegründete Folk-Rock-/Indie-Rock-Band, welche in einem kleinen Ort in der Nähe des Yosemite-Nationalparks von Joey Vanucci (Gesang, E-Gitarre) gegründet wurde.
Seit der Gründung erschienen fünf Alben und eine EP, wovon die EP und die ersten beiden Studioalben in Eigenproduktionen entstanden. Das dritte Album, das Absent Sounds heißt, wurde über Triple Crown Records veröffentlicht und stieg zur Woche des 25. Oktober 2014 auf Platz 200 in den US-Albumcharts ein.
Komplettiert wird die Band von Enrique Gutierrez (Keyboard), Chris Kellogg (E-Bass), Justin Stanphill (E-Gitarre) und Tohm Ifergan (Schlagzeug).

## Diskografie

### EPs
- 2011: Acoustic EP

### Alben
- 2009: The Man With Wooden Legs
- 2012: Able Bodies
- 2014: Absent Sounds (Triple Crown Records)
- 2016: Everything Feels Better Now
- 2019: Dimly Lit